# 자연계시
자연계시(natural revelation)란 인간의 구조와 자연 현상을 통하여 하나님의 임재가 전달된 계시이다.
이는 하나님을 알 만한 것이 그들 속에 보임이라 하나님께서 이를 그들에게 보이셨느니라 창세로부터 그의 보이지 아니하는 것들 곧 그의 영원하신 능력과 신성이 그가 만드신 만물에 분명히 보여 알려졌나니 그러므로 그들이 핑계하지 못할지니라.”(롬 1: 19-20)

## 자연 계시에 대한 다양한 견해들
자연 계시는 인간의 구조와 자연 현상을 통하여 전달된 계시인데, 이것은 성경 말씀에 주어진 계시가 아니라 자연이나 우주에서 나타난 사실들을 구체화한 계시이다. 하나님의 형상으로 창조된 우리는 그의 영원하신 능력과 신성(롬 1: 20)을 깨닫게 된다. 그러나 자연 계시는 우리의 죄와 피조물의 한계로 인해 무한자이신 하나님의 본질을 알기에는 너무 부족한 것이다. 그럼에도 불구하고 거듭난 이성은 특별 계시인 성경과 자연 계시를 통해 하나님의 창조와 위대하심을 더 분명하게 이해할 수 있지만, 특별 계시와 무관한 자연 계시는 한계를 가질 수밖에 없다. 오늘날 과학자나 천문학자들의 연구는 자연 계시의 지극히 작은 결과물이다. 이런 과학적 결과들이 하나님의 존재를 인격적으로 알고 구원을 위해 믿음을 갖게 하지는 못한다.
- 저스틴 – 신적 조명으로서, 계시는 접촉점이다.

- 터툴리안 - 창조 사역으로부터 온 신에 대한 지식이다.

- 어거스틴 - 자연 계시를 인정한다.

- 아퀴나스 - 자연 계시의 능력을 강조한다. 자연신학을 만들었다. 우주론적 논증 즉 인간 이성의 힘과 의지를 강조하여 경험주의적인 방법으로 하나님의 존재를 증명하는 방법을 말한다. 이성으로 하나님의 본질 그 자체를 알 수 없지만, 만물의 제 1 원인이며 피조물과 다른 존재라고 안다. 여기서 그는 아리스토텔레스의 부동자로서 하나님의 개념을 사용한다. 결국 인간은 자연 계시로 하나님의 속성을 알 수 있다는 자연신학을 주장하였다.

- 루터 - 루터파는 자연 계시와 특별 계시의 연결과 결합이 단절됐다고 주장하였다.

- 칼빈 - 신적 감각 또는 종교의 씨(religionis semen)로 말함으로써 자연 계시의 존재를 인정하지만, 그것을 근거로 하여 자연신학을 주장하지는 않는다. 즉 자연 계시를 통하여 하나님에 대한 지식을 완전히 가질 수 있다고 보지 않는다.

- 바빙크 - 일반 계시를 인정. 주님은 사람의 양심 속에 역사하신다(욥 32: 8, 롬 13: 1).

## 같이 보기
- 계시
- 특별계시
- 일반계시
- 초자연계시

## 참고 문헌
- 루이스 뻘콥, 기독교 신학개론, 신복윤 옮김 (서울:성광문화사, 1997)

- 안명준, 성경적 조직신학 (서울: 기쁜날, 2014)